# Альберус, Эразм
Эразм Альберус (нем. Erasmus Alberus; 1500—1553) — немецкий писатель и поэт времен Реформации.

## Биография
Эразм Альберус родился в семье школьного учителя в Шпренддингене, в Оберизенбург-Бюдингене около 1500 года.
Обучался около 1520 года в Виттенберге, где был любимым учеником Мартина Лютера. Ревностный поборник Реформации и строгого Лютерова догматизма, он действовал как учитель и проповедник сначала у себя на родине, затем во многих других местах и умер генерал-суперинтендантом в Нейбранденбурге в Мекленбурге 5 мая 1553 года.
В истории немецкой поэзии Эразм Альберус известен рядом духовных песен (изданных Штромбергом, Галле, 1857) и несколькими сатирическо-полемическими стихотворениями, в особенности же 49 рифмованными баснями, заключенными в «Buch von der Tugend und Weisheit» (Франкфурт, 1550), богатыми остроумными идеями, написанными плавно и искусно. Из его большею частью тоже сатирических и полемических сочинений в прозе прославился «Der Barfüsser Mönche Eulenspiegel und Alkoran», снабженный предисловием его учителя — Лютера.